# Luftverdrängungsplethysmographie

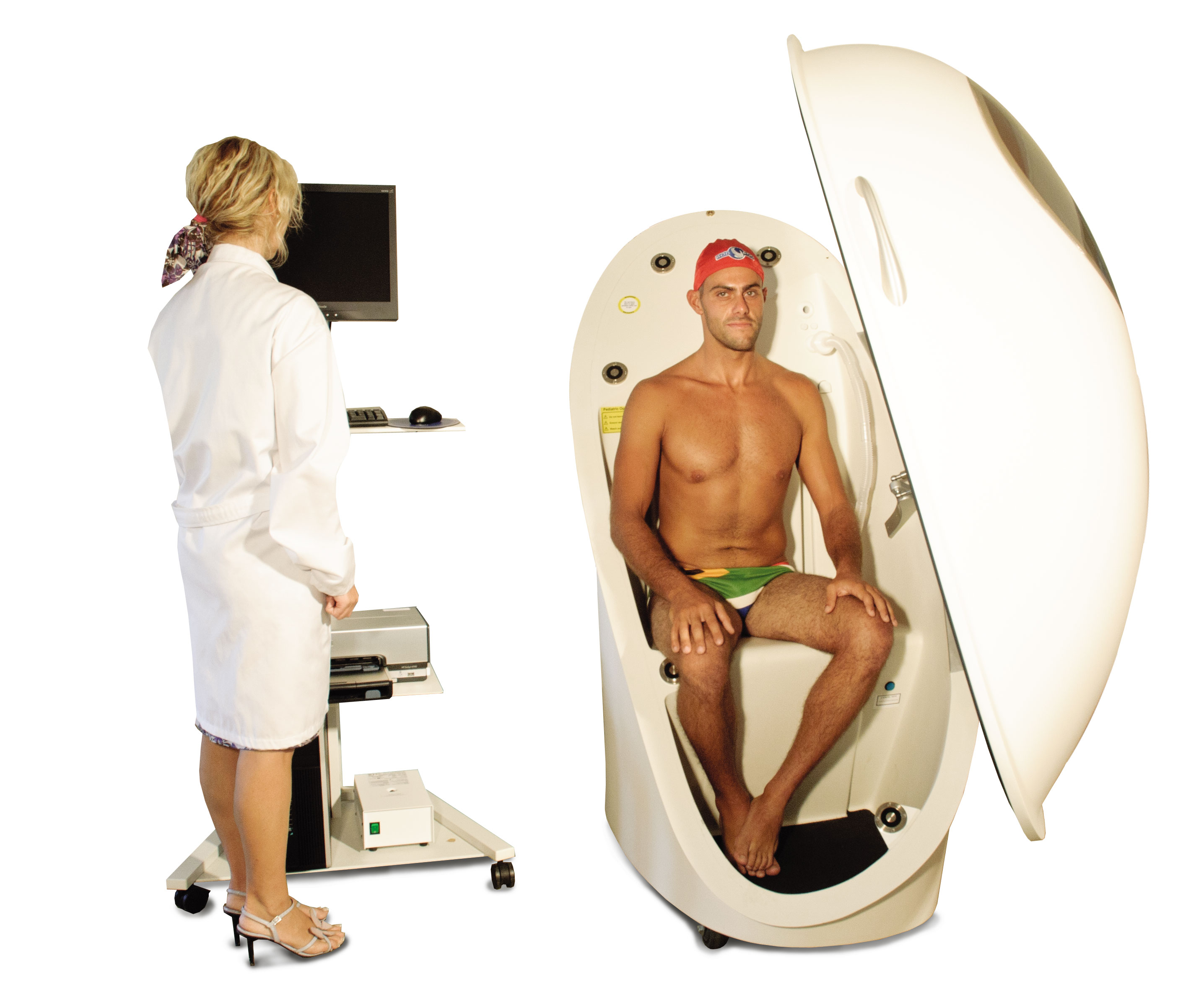
Körperzusammensetzung für Erwachsene mittels Ganzkörper-Luftverdrängungsplethysmographie (ADP)

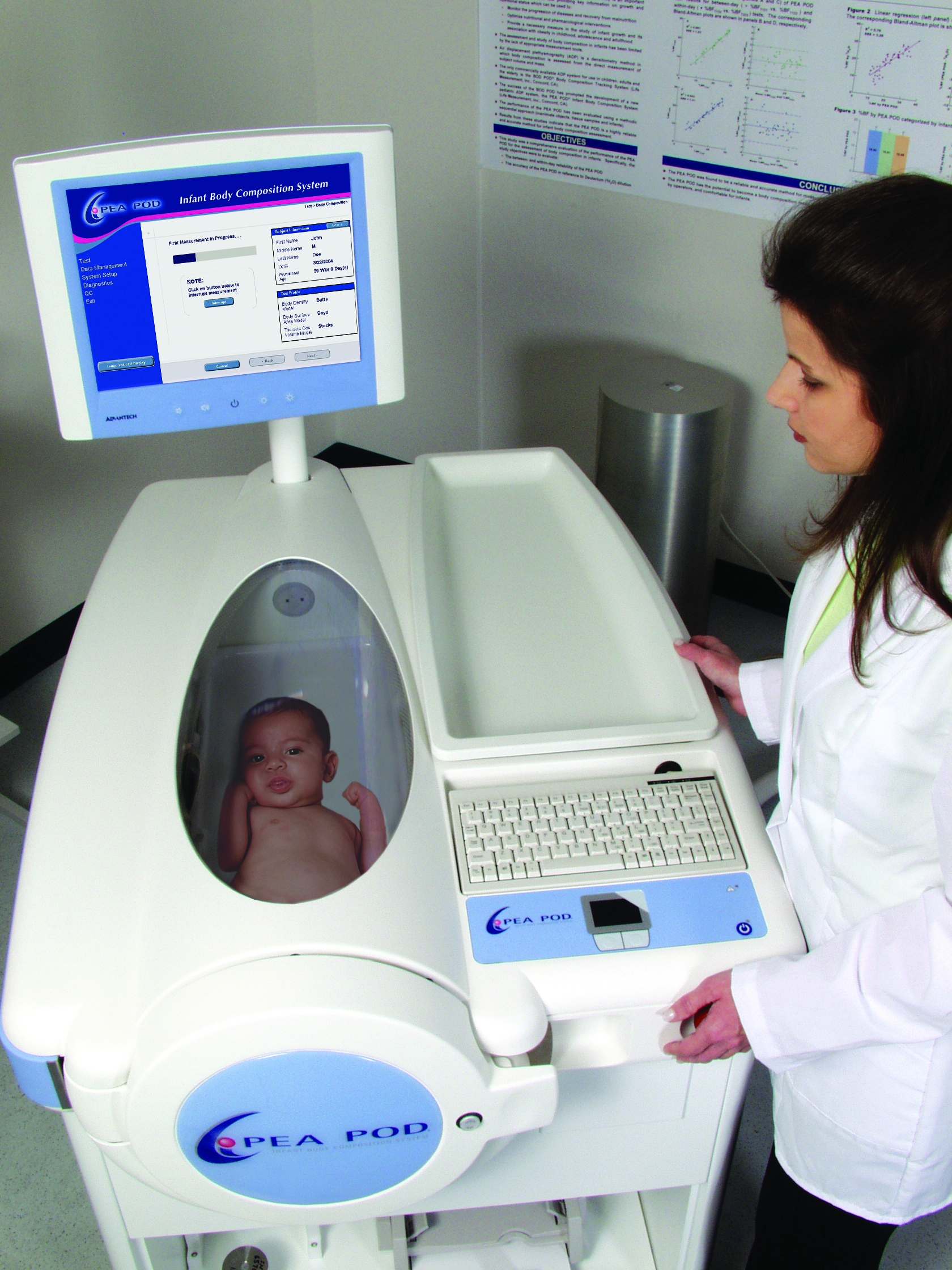
Körperzusammensetzung für Säuglingen mittels Ganzkörper-Luftverdrängungsplethysmographie (ADP)

Die Luftverdrängungsplethysmographie (Air Displacement Plethysmography ADP; griech. plethore = Fülle, graphein = schreiben) ist eine Technik, um die Körperzusammensetzung, insbesondere den Körperfettanteil, mittels Dichtemessung (Densitometrie) über eine Volumenermittlung (Plethysmographie) zu bestimmen. Die Technik basiert auf den gleichen Grundlagen wie die Hydrodensitometrie (Unterwasserwiegen, siehe auch Pyknometer), nutzt jedoch die Luft- statt der Wasserverdrängung. Die Luftverdrängungsplethysmographie hat im Vergleich zu anderen etablierten Referenzmethoden zur Bestimmung der Körperzusammensetzung einige Vorteile beispielsweise die kurze Dauer der Untersuchung, die Nicht-Invasivität und die Durchführbarkeit für viele Probandengruppen (Kinder, Übergewichtige, ältere oder behinderte Personen).

## Geschichte der Luftverdrängungs-Plethysmographie
Das Prinzip der Plethysmographie wurde bereits Anfang des 20. Jahrhunderts zur Erhebung des Körpervolumens und der Körperzusammensetzung von Kleinkindern eingesetzt. Bis in die 1960er Jahre waren jedoch keine zuverlässigen Messverfahren vorhanden. Die Systeme erforderten eine strikte Konstanthaltung der Umgebungsbedingungen. Die technischen Schwierigkeiten zur Standardisierung von Temperatur und Feuchtigkeit der Luft an der Körperoberfläche limitierten die Untersuchung von Menschen. Aufgrund der Vielzahl technologischer Schwierigkeiten wurde keiner der frühen Luftverdrängungsplethysmographen für den Alltagsgebrauch weiterentwickelt.
Auch der Entwicklungsansatz späterer, technologisch fortschrittlicherer Systeme aus den 1980er-Jahren wurde nicht fortgeführt. Mitte der 1990er-Jahre kam der erste kommerziell erhältliche Luftverdrängungsplethysmograph für Erwachsene auf den Markt, Anfang 2000 folgte ein System für Kleinkinder.

## Funktionsprinzip

### Grundlagen
Bei der Luftverdrängungsplethysmographie wird aus der Bestimmung des Körpervolumens und der Masse eines Probanden die Dichte seines Körpers ermittelt. Aus dieser wiederum wird auf die Körperzusammensetzung, insbesondere den Fettanteil, geschlossen.
Bei der Luftverdrängungsplethysmographie wird das Volumen einer Person indirekt durch Messen des verdrängten Luftvolumens innerhalb einer geschlossenen Kammer bestimmt (Plethysmographie). Der Körper der Person innerhalb der Kammer verdrängt ein Luftvolumen, welches dem Körpervolumen gleich ist. Um das Körpervolumen zu berechnen, wird vom Volumen der leeren Kammer das verbleibende Kammervolumen abgezogen, wenn sich der Proband in der Kammer befindet. Die Luftmenge in der Kammer wird über physikalische Gasgesetze aus einer kleinen Volumenänderung der Kammer berechnet, die beispielsweise durch eine verschiebbare Membran erzeugt werden kann.

### Isotherme Messung
Das Boylesche Gesetz sagt aus, dass der Druck eines Gases bei gleichbleibender Temperatur umgekehrt proportional zum Volumen ist. Wenn eine konstante Temperatur garantiert werden kann (isotherme Zustandsänderung), kann das Boylesche Gesetz angewandt werden. Frühe Plethysmographiesysteme versuchten isotherme Bedingungen in der Testkammer herzustellen und waren daher nicht praktikabel. Dieses Problem konnte erst mit der Entwicklung von Systemen gelöst werden, die keine isothermen Testbedingungen mehr benötigten.

### Adiabatische Messung
Seit Ende der 1990er Jahre verfügbare Systeme verzichten auf die Herstellung isothermer Bedingungen und wählen einen Ansatz, bei dem zwischen dem Messraum und der Umgebung keine thermische Energie ausgetauscht wird (adiabatische Zustandsänderung) und bestimmen auf dieser Basis das Volumen der verdrängten Luft und damit das Körpervolumen des Probanden mit Hilfe der Poissonschen Gleichung. Dass (auch) diese Bedingungen nicht vollständig hergestellt werden können, wird mit Hilfe von Korrekturen, die wiederum den isothermen Ansatz berücksichtigen, ausgeglichen.

## Validierung
Die Luftverdrängungsplethysmographie wurde gegen die wichtigsten Methoden zur Körperzusammensetzungsanalyse validiert:
- Hydrodensitometrie (Unterwasserwiegen)[4]
- Wichtigste Referenzmethoden sind Unterwasserwiegen, Dual-Röntgen-Absorptiometrie, Messung des Total Body Water (TBW) mittels Isotopenverdünnungsanalyse, Messung des Ganzkörperkaliums (Total Body Potassium) und Multi-Kompartiment-Modelle[1]
- Deuterium Methode (bei Säuglingen)[5]
- Ganzkörper-Magnetresonanztomographie[6].